# Jarbi Álvarez
Jarbi Álvarez (n. el 1 de noviembre de 1976) es un futbolista profesional beliceño, su posición es defensa. Ha jugado para el San Pedro Seahawks, el Kulture Yabra F.C. y actualmente se desempeña en el guatemalteco C.S.D. Sayaxché.